# Lucie-Madeleine d’Estaing
Lucie-Madeleine d’Estaing, genannt Madame de Raval (* 10. Mai 1743 in Paris; † 7. April 1826 in Clermont-Ferrand) war die natürliche Schwester von Charles Henri d’Estaing, comte d’Estaing.
Sie wurde 1768 mit François, comte de Boysseulh verheiratet und kam durch ihren Mann an den französischen Hof. König Ludwig XV. wurde durch ihre Schönheit auf sie aufmerksam und machte sie zu seiner Geliebten. Aus der Verbindung gingen zwei Kinder hervor: Agnès-Lucie Auguste (* 1771) und Aphrodite-Lucie Auguste (* 1774).